# Кабанов, Павел Антонович
Па́вел Анто́нович Каба́нов (1920—1985) — старший сержант Рабоче-крестьянской Красной Армии, участник Великой Отечественной войны, Герой Советского Союза (1944).

## Биография
Павел Кабанов родился 24 мая 1920 года в деревне Нагорное (ныне — Судогодский район Владимирской области). Русский. Работал сначала в Ковровском леспромхозе, затем слесарем-водопроводчиком на заводе «Тизприбор» в Москве. 
В октябре 1941 года Кабанов был призван на службу в Рабоче-крестьянскую Красную Армию. С октября того же года — на фронтах Великой Отечественной войны. К июню 1944 года гвардии старший сержант Павел Кабанов командовал пулемётным отделением 210-го гвардейского стрелкового полка 71-й гвардейской стрелковой дивизии 6-й гвардейской армии 1-го Прибалтийского фронта. Отличился во время освобождения Витебской области Белорусской ССР.
24 июня 1944 года отделение Кабанова успешно переправилось через Западную Двину в районе деревни Мамойки Бешенковичского района и огнём пулемётов подавило немецкие огневые точки. Действия отделения Кабанова способствовали успешной переправе через Западную Двину всего полка.
Указом Президиума Верховного Совета СССР от 22 июля 1944 года за «образцовое выполнение боевого задания командования в борьбе с немецкими захватчиками и проявленные при этом мужество и героизм» гвардии старший сержант Павел Кабанов был удостоен высокого звания Героя Советского Союза с вручением ордена Ленина и медали «Золотая Звезда» за номером 4122.

Могила Кабанова на Быковском кладбище Жуковского.

После окончания войны Кабанов был уволен в запас. Проживал в городе Жуковский Московской области, работал в Центральном аэрогидродинамическом институте. Умер 6 июня 1985 года, похоронен на Быковском кладбище Жуковского.
Был также награждён орденами Отечественной войны 1-й степени и Славы 3-й степени, рядом медалей.